# Alekseï Balabanov
Pour les articles homonymes, voir Balabanov.
Alekseï Oktiabrinovitch Balabanov (en russe : Алексе́й Октя́бринович Балаба́нов) est un cinéaste russe, né le 25 février 1959 à Sverdlovsk (aujourd'hui Iekaterinbourg) et mort le 18 mai 2013 à Sestroretsk. Il est principalement connu pour le film Le Frère (Брат, Brat), réalisé en 1997, et sa suite, Le Frère 2, dans lesquels l'acteur russe Sergueï Bodrov tient le rôle principal,,.

## Biographie
En 1981, il est diplômé de la Faculté de traduction de l'Université linguistique de Gorki. De 1983 à 1987, il travaille comme assistant aux studios de cinéma de Sverdlovsk. En 1990, il obtient le diplôme de réalisateur des Cours supérieurs de formation des scénaristes et réalisateurs, où il étudie à l'atelier du cinéma d'auteur dirigé par Boris Galanter (ru).
Après plusieurs courts métrages, il réalise en 1992 Les Jours heureux, un drame social inspiré des œuvres de Samuel Beckett dont l'action est transposée à Saint-Pétersbourg. Le film sera présenté hors compétition au Festival de Cannes 1992.
En 1999, un Nika du meilleur réalisateur lui est remis pour Des monstres et des hommes (1998), partagé avec Otar Iosseliani récompensé pour Brigands, chapitre VII (1996).
Le 18 mai 2013, il meurt d'une crise cardiaque dans une station thermale de Sestroretsk, alors qu'il travaille sur un nouveau scénario. Il est enterré au Cimetière orthodoxe de Smolensk sur l'île Vassilievski de Saint-Pétersbourg,,,.

## Filmographie
- 1989 : Egor et Nastia (Егор и Настя), court métrage
- 1990 : Histoire de l'aérostatique en Russie (О воздушном летании в России)
- 1991 : Les Jours heureux (Счастливые дни)
- 1994 : Le Château (ru) (Замок)
- 1995 : L'Arrivée du train (ru) (Прибытие поезда)
- 1997 : Le Frère (Брат)
- 1998 : Des monstres et des hommes (Про уродов и людей)
- 2000 : Le Frère 2 (Брат 2)
- 2002 : La Guerre (Война)
- 2005 : Colin-maillard (Жмурки)
- 2006 : Je n'ai pas mal (Мне не больно)
- 2007 : Cargaison 200 (Груз 200)
- 2008 : Morphine (Морфий)
- 2010 : Kochegar (Кочегар)
- 2012 : Je veux aussi (Я тоже хочу)

## Critique
Dans les années 1990, Balabanov a contribué à la création du genre film de bandits russes. Le Frère, en 1997, inaugure une série qui se poursuivra jusqu'en 2005. Autant Balabanov a exalté ce genre de film qu'il a poursuivi avec notamment Le Frère 2, autant il a contribué à remettre ce genre de film en question avec Colin-maillard en 2005. Les injonctions du pouvoir conduisirent à ce que soit représentée une nouvelle réalité sociale plus rassurante et c'est en effet ce qui fut mis en place à partir de l'année 2000 et l'arrivée de Vladimir Poutine. Avec Colin-maillard, Balabanov clôt la thématique des années 1990 . L'époque au climat anarchique est passée et le genre de film de bandits devient un poncif.
La syntaxe de ce genre de films a eu recours à un ensemble d'éléments sémantiques postsoviétique qui s'est développé dans des films ou des séries télévisées au début des années 1990. Le cinéma américain a connu ce genre au début des années 1930. Mais dans les films américains, les représentants de la loi finissent par châtier les criminels. Tandis que le cinéma russe décrit plus souvent le bandit sous les traits d'un héros qui doit passer par delà les barrières sociales en adoptant un comportement criminel et violent. Balabanov a réussi à capter la période de liberté incontrôlée pour ne pas dire d'anarchie, qui a suivi la dislocation de l'URSS.
Pour les occidentaux ces films de Russes et de mafia correspondait à ce que voulait le public festivalier : une image noire d'un pays sauvage et mauvais... la Russie.
Le passage du pouvoir de Boris Eltsine à Vladimir Poutine va modifier la donne. L'instauration d'une société sécuritaire va diminuer puis éteindre la capacité des films de gangsters à en susciter d'autres .